# Upanishad

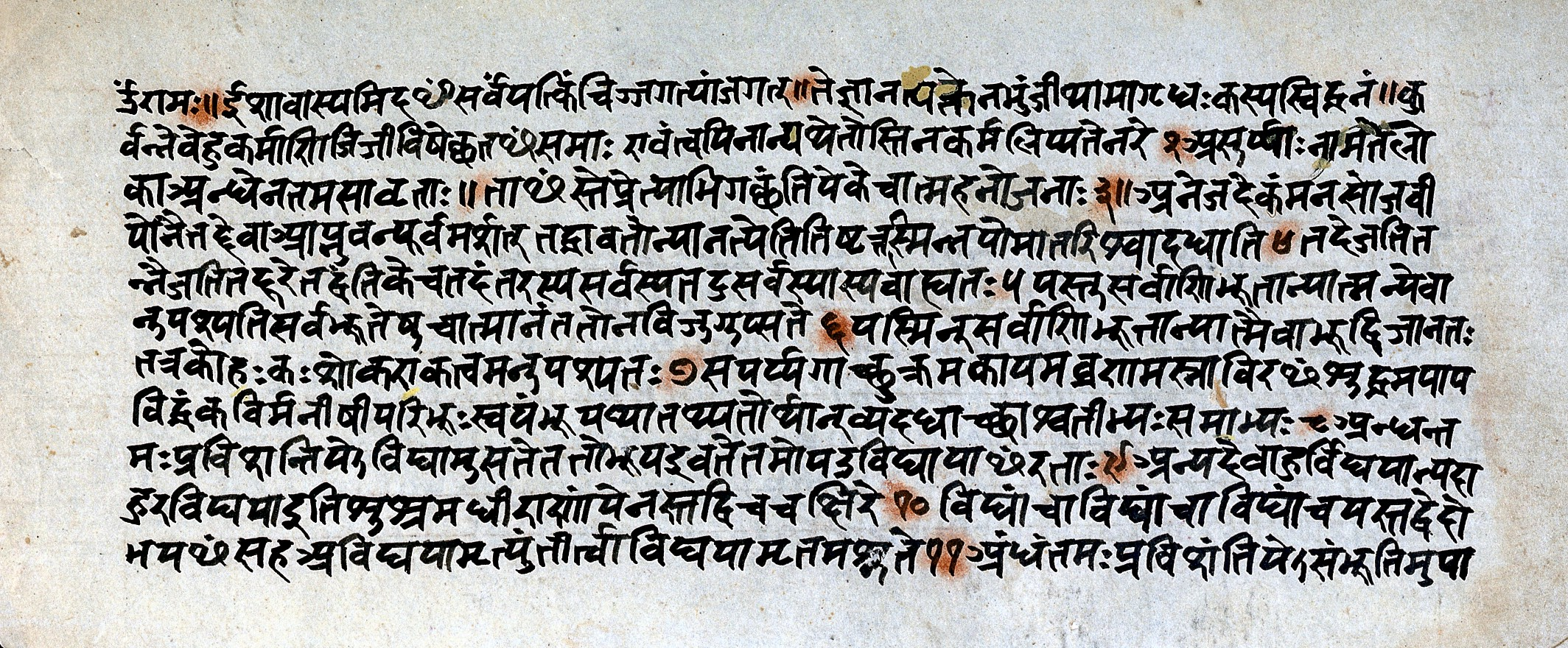
Isa upanisad

De Upanishads (Sanskriet: Upanişad, devanagari: उपनिषद्) zijn esoterische, filosofische verhandelingen die binnen het hindoeïsme als heilig beschouwd worden. De Upanishads behoren tot de shruti, op directe goddelijke inspiratie gebaseerd zonder fouten. De Upanishads beschrijven de mystieke en metafysische betekenis en waarde van de hymnen en voorschriften in de vier Veda's. De oudste Upanishads zijn ontstaan in de vedische tijd.
Het woord upanishad betekent letterlijk "neerzitten bij" en duidt op het zitten van de leerling aan de voeten van de meester. De Upanishads zijn dan ook voor onderrichting bedoeld. De onderrichtingen van de Upanishads zijn uitgewerkt in de vedanta-filosofie.
De voornaamste Upanishads zijn die welke Shankara (788-820, schatting) uitkoos om van verklarende aantekeningen te voorzien. Deze Mukhya Upanishads telden er vroeger tien en de Indische traditie noemt ze in deze volgorde: Isa, Kena, Katha, Prasna, Mundaka, Mandukya, Taittiriya, Aitareya, Chandogya en Brhadaranyaka. Volgens sommige geleerden schreef Sankara ook een commentaar op een elfde Upanishad, de Svetasvatara. In zijn commentaar op de Brahmasoetra's verwijst hij naar nog vier andere, namelijk: Kausitaki, Jabala, Mahanarayana en Paingala.

## Ontstaan
De Upanishads ontstonden als reactie tegen de vedische rituelen, zoals de offers of yajna's. In deze periode was het vedische gebied ondertussen uitgebreid tot de Ganges en ontwikkelden zich voor het eerst sinds de Indusbeschaving weer steden. In deze steden werd de onderlinge solidariteit de familiebanden ten dele vervangen door een solidariteit tussen de klassen.
De janapada's, kleinere stamgebieden waarin leiders voortkwamen uit stam- en familieverbanden, vormden zich tot grote (maha) gebieden, de mahajanapada's, elk geleid door een koning met elk een eigen hoofdstad. Deze centralisatie ging gepaard met een toenemende handel waardoor een handelaarsklasse kon ontstaan. De verschuiving van de macht van een raad van stamhoofden naar een koning, de urbanisatie en het ontstaan van een koopmansklasse bracht een individualisering teweeg die ook gevolgen had voor de religieuze beleving. Het leven als lijden kreeg een belangrijke plaats, terwijl het polytheïsme in belang afnam.
Eerder lag de nadruk op de natuurlijke omstandigheden waarin de mens moest zien te overleven, maar in een steeds meer gestratificeerde (gelaagde) samenleving groeide de ongelijkheid. In andere samenlevingen ontstonden in gelijke omstandigheden religies die hier een rechtvaardiging voor boden in het hiernamaals. De brahmanen konden hier maar een beperkt antwoord op vinden. Zij vormden een gesloten groep die hun kennis en daarmee macht over de geestelijke wereld voor zichzelf hielden en vooral mondeling overbrachten. Dit systeem verkreeg een zekere starheid en gerichtheid op uiterlijke rituelen die onvoldoende voorzag in de eisen van de nieuwe samenleving. Zo ontstond een mystieke tegenbeweging van ascese op zoek naar het innerlijk en de verlossing van deze cyclus. Dat betekende overigens niet dat er sprake was van een volledige overgang. Buiten de stedelijke gebieden waar de nieuwe onzekerheden geen rol speelden, bleef er behoefte aan de oude vormen. Dit kon spanningen veroorzaken tussen de stedelijke elite en de landelijke bevolking.
Zo ontstonden de meer filosofisch getinte Upanishads. Hoewel eerder al Upanishads gevormd waren, ontstonden de belangrijkste in deze periode. In deze geheime teksten is een vroege filosofische bespiegeling te vinden over de aard van de wereld en de mensen en over wat er na de dood gebeurt. De aard van de wereld komt naar voren in de begrippen Brahman en Atman. Het begrip Brahman had zich ontwikkeld tot het onpersoonlijke Absolute waaruit alles ontstaat, niet gebonden aan tijd (kala), ruimte (desa) en causaliteit (nimitta), dit in tegenstelling tot de goden. Atman had zich ondertussen ontwikkeld tot het diepste zelf. Waar deze ontwikkeling al eerder was begonnen, werd in de Upanishads de conclusie getrokken dat beiden één waren. Elke persoon heeft wel een eigen vorm, maar heeft dezelfde essentie als anderen. De echte overkoepelende werkelijkheid is Brahman die zich in personen als Atman manifesteert. Dit overkoepelende komt ook naar voren in de Maha Upanishad. Onder meer wordt hierin verkondigd Vasudhaiva Kutumbakam, de wereld is één familie:
Alleen kleingeestigen zeggen 'de ene is een familielid, de andere vreemdeling' 
Voor hen die grootmoedig leven, is de hele wereld een familie. Maha Upanishad, VI-71-72
Een belangrijke revolutie in religieus denken die voortkomt uit de Upanishads is dat wat er na de dood gebeurt. Vanaf deze tijd zijn samsara, karma en moksa centrale begrippen in de Indische filosofie en religie. Samsara is daarbij de eeuwigdurende cyclus van dood en wedergeboorte. Aangezien er sprake is van zielsverhuizing bij de wedergeboorte, is men afhankelijk van karma – hoe men zich gedragen heeft in het eerdere leven. Het loont dus om een goed leven te leiden, want dan wordt men in betere omstandigheden opnieuw geboren. Dit betekende echter niet dat men hiermee direct geholpen was, aangezien de Upanishads het leven vooral als lijdensweg zien. De moksa of verlossing uit de eeuwigdurende cyclus geldt daarom als belangrijkste doel van goed leven. Daarbij verdwijnt de individuele ziel in de universele ziel zoals een rivier verdwijnt als deze in zee uitmondt. De uitbreiding van de doelen van het leven met moksa maakte van de trivarga (drie doelen) de caturvarga (vier doelen) of purusartha.
In de Mundaka Upanishad werden de vier Veda's neergezet als apara, de lagere vorm van de twee wijsheden tegenover para, de hogere wijsheid. De Upanishads verwierpen de Veda's niet zoals de niet-orthodoxe scholen later zouden doen, maar plaatsten deze wel op een duidelijk lager plan dan de wijsheid van het weten van Atman en Brahman. Een radicale verandering is die tussen de waardering voor het dorpsleven (grama) tegenover de wildernis (aranya). In de vedische wereld bestond er van de laatste een negatief beeld, terwijl onder meer de Prasna Upanishad en de Mundaka Upanishad stellen dat dit de enige weg naar moksa is, terwijl bij het dorpsleven de cyclus van samsara in stand blijft. De verwarring is terug te vinden in de Mahabharata, waar de zieners, de rsi's aan Brahma vragen welke dharma nu gevolgd moet worden.
Zo vormde de vedische offerreligie zich om, waarbij het offer en het verkrijgen van zonen niet meer de weg naar verlossing waren. Daarmee veranderde ook de status van het gezinshoofd, de grhastha. Aangezien dit de enige was die de drievoudige schuld (rna-traya) in kon lossen, was dit de centrale figuur in het vedische leven geweest. Nu verschoof de voorkeur naar een celibate levensvorm, wat niet zonder slag of stoot ging. Als reactie hierop ontstond het asrama-systeem, waarbij de verschillende levensvormen als gelijkwaardig worden gezien. Binnen dit systeem kregen de vijf grote dagelijkse offers (panca mahayajna) een centrale rol.
|                  | Vroege Veda's                       | Upanishads              |
| ---------------- | ----------------------------------- | ----------------------- |
| Teksten          | Veda's met Brahmana's en Aranyaka's | Upanishads              |
| Geloof           | Vele goden                          | Brahman                 |
| Focus            | Deze wereld                         | Spirituele wereld       |
| Primaire waarden | Deugd, succes en plezier            | Verlossing (moksa)      |
| Nadruk op        | Gemeenschap                         | Individuele zoekende    |
| Belangrijk       | Rituelen                            | Kennis                  |
| Belangrijk       | Gebed                               | Meditatie (yoga)        |
| Samsara          | Niet genoemd                        | Fundamenteel probleem   |
| Karma            | Niet belangrijk                     | Essentieel              |
| Bestaan          | Nadruk op pluralisme                | Nadruk op non-dualisme  |
| Bestaan          | Leven is een strijd                 | Geweldloosheid (ahimsa) |
| Zelf             | Dit lichaam en deze geest           | De Atman die Brahman is |
| Goddelijkheid    | Delen in goddelijkheid              | Goddelijk zijn          |
| Universele orde  | Rtam                                | Dharma en karma         |
| Astika-school    | Mimamsa                             | Vedanta                 |

## Bron
- Frauwalner, E. History of Indian Philosophy

## Publicaties (selectie van Nederlandse vertalingen)
- Oepanisjads, vertaald door Ir. J.A. Blok, 1926, Kluwer, Deventer
- De Upanishads. Vertaald & toegelicht door Wim van de Laar, voorwoord door Philip Renard. Uitgeverij Nachtwind, 2015
- De elf grote Upanishaden. Red.: Douwe Tiemersma. Vert. deels uit het Engels. Leusden, Advaita Centrum, 2004
- Tien upanishads. Vert. uit het Sanskriet door de Stichting School voor Filosofie, gebaseerd op de Engelse vert. en de eerdere Nederl. uitg. (1975 en 1983). Ars Floreat, 1994
- De Upaniṣads. Nederl. vertaling (vanuit het Engels) door Clara Streubel. Amsterdam, Theosophische Uitgeversmaatschappij, 1908
- Zeven Upaniṣads (pdf, met uitleg door Sri Sankaracarya), Ferit Arav/Ars Floreat, 2022.